# Klipsch Music Center
Het Klipsch Music Center is een amfitheater in de Amerikaanse stad Noblesville (Indiana). Het stond van 1989 tot 2001 bekend als het Deer Creek Music Center, van 2001 tot 2011 ging het gebouw als het Verizon Wireless Music Center door het leven. Het Klipsch Music Center is eigendom van Live Nation en heeft een totale capaciteit van 24.000 toeschouwers.

## Gebeurtenissen

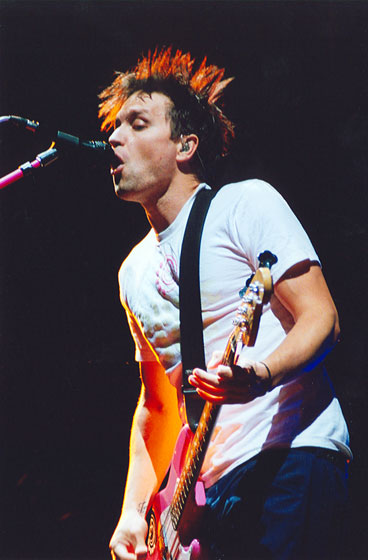
Mark Hoppus tijdens een concert van Blink-182 in 2004.

De Amerikaanse band Grateful Dead speelde hier in totaal 14 van de 15 geplande concerten, verspreid over een periode van 1989 tot 1995. Tijdens een optreden op 2 juli 1995 bestormden fans van de band de ingang van het amfitheater. Deze hadden echter geen kaartjes voor de betreffende avond in bezit. Als gevolg van dit incident werd het optreden van de band op de volgende avond afgelast.
Op 13 augustus 1996 gaf de band Phish een concert in het toenmalige Deer Creek Music Center. Dit concert werd in 2002 uitgebracht als livealbum onder de naam Live Phish Volume 12. In totaal gaf de band 25 concerten in het amfitheater.
Rihanna zou een optreden geven op 3 augustus 2010, samen met Ke$ha en Travie McCoy als voorprogramma. Het concert werd echter afgelast wegens een tegenvallende kaartverkoop.